# Bacotoma violata
Bacotoma violata is een vlinder uit de familie van de grasmotten (Crambidae), uit de onderfamilie van de Spilomelinae. De wetenschappelijke naam van deze soort is voor het eerst voorgesteld als Phalaena violata door Johann Christian Fabricius in een publicatie uit 1787.
De soort komt voor in India (Tamil Nadu) en Sri Lanka.